# Anastoechus chinensis
Anastoechus chinensis är en tvåvingeart som beskrevs av Paramonov 1930. Anastoechus chinensis ingår i släktet Anastoechus och familjen svävflugor. Inga underarter finns listade i Catalogue of Life.